# Tephritopyrgota nigrocristata
Tephritopyrgota nigrocristata är en tvåvingeart som först beskrevs av Günther Enderlein 1942.  Tephritopyrgota nigrocristata ingår i släktet Tephritopyrgota och familjen Pyrgotidae.
Artens utbredningsområde är Tanzania. Inga underarter finns listade i Catalogue of Life.